# Gay (prénom et surnom)
Pour les articles homonymes, voir Gay.
Cette page présente le prénom Gay ainsi que ses variantes.
Cette page présente le surnom Gay ainsi que ses variantes.
Gay (Gaye) est un prénom épicène, c'est-à-dire féminin ou masculin. Il est aussi un surnom anglo-saxon.

## Prénom

### Occurrence
Gay est un prénom français et anglais au Moyen Âge. Il est rare à toutes époques et aujourd'hui très rare en France,.
Il est en revanche aujourd'hui assez courant dans le monde anglo-saxon. Il est le 795e (« Gay ») et 1295e (« Gaye ») nom féminin le plus commun aux États-Unis, selon le recensement américain de 1990.
Le prénom de l'écrivain Gay Talese est dérivé de Gaetano, le nom de son grand-père.

### Personnalités portant le prénom Gay
- Gay Hendricks, auteur et psychologue américain
- Gay Kayler, chanteuse australienne
- Gay Kindersley (1930-2011), champion britannique de saut d'obstacles et entraîneur de chevaux
- Gay Search, horticulteur britannique
- Gay Talese, auteur américain

- Pour l'ensemble des articles sur les personnes portant ce prénom, consulter :
  - la liste des articles dont le titre commence par ce prénom
  - les listes produites par Wikidata : Liste des personnes de prénom « Gay » — même liste en incluant les éventuels prénoms composés qui contiennent « Gay ».

## Surnom

### Étymologie
Ce surnom est généralement un diminutif des prénoms Gaylene, Gayleen, ou Gaylen pour les femmes, et Gaylord ou Gabriel pour les hommes. 
Par exemple, le prénom du populaire animateur de télévision irlandais masculin, Gabriel Byrne, a toujours été abrégé en « Gay », comme dans le titre de son émission de radio The Gay Byrne Show.

### Personnalités portant le surnom Gay
- Gay (né en 1898), joueur français de rugby à XV
- Gay Bryan (1927-2015), athlète américain de saut en longueur et de triple saut
- Gay Byrne (1934-2019), présentateur irlandais de la radio et de la télévision, a été le premier animateur de The Late Late Show sur une période de 37 ans, de 1962 à 1999
- Gay McManus (né en 1958), footballeur gaélique irlandais à la retraite avec l'équipe senior de Galway
- Gay Mitchell (né en 1951), ancien politicien irlandais du Fine Gael
- Gay Thompson (né en 1948), membre travailliste australien de la circonscription de Reynell de 1997 à 2014